# Списак иностраних музичких извођача који су наступали у Београду током 2018. године
Овај чланак садржи списак иностраних музичких извођача који су током 2018. године наступали у Београду.

## Списак
| Датум              | Извођач                                           | Локација                                       | Изв.          |
| ------------------ | ------------------------------------------------- | ---------------------------------------------- | ------------- |
| 23. јануар         | Канада                                            | Дом омладине Београда                          | [ 1 ]         |
| 25. јануар         | Сједињене Америчке Државе                         | Дом омладине Београда                          | [ 2 ]         |
| 28. јануар         | Сједињене Америчке Државе                         | Културни центар Град                           | [ 3 ]         |
|                    |                                                   |                                                |               |
| 1. фебруар         | Сједињене Америчке Државе                         | Дом омладине Београда                          | [ 4 ]         |
| 2. фебруар         | Сједињене Америчке Државе                         | Електропионир                                  | [ 5 ]         |
| 5. фебруар         | Питер Бродерик                                    | Спрат                                          | [ 6 ]         |
| 11. фебруар        | Уједињено Краљевство                              | Дом омладине Београда                          | [ 7 ]         |
| 24. фебруар        | Њемачка                                           | Београдска арена                               | [ 8 ]         |
| 27. фебруар        | Каро Емералд                                      | Хала спортова Нови Београд                     | [ 9 ]         |
|                    |                                                   |                                                |               |
| 6. март            | Шведска · Русија · Њемачка                        | Дом омладине Београда                          | [ 10 ]        |
| 9. март            | Норвешка                                          | Дом омладине Београда                          | [ 11 ]        |
| 16. март           | Дон Антонио                                       | Дорћол плац                                    | [ 12 ]        |
|                    |                                                   |                                                |               |
| 1. април           | Ли Скреч Пери                                     | Сабирни центар                                 | [ 13 ]        |
| 8. април           | Сједињене Америчке Државе                         | Културни центар Град                           | [ 14 ]        |
| 10. април          | Аустрија                                          | Атом Академија                                 | [ 15 ]        |
| 15. април          | Уједињено Краљевство                              | Културни центар Град                           | [ 16 ]        |
| 19. април          | Уједињено Краљевство                              | Електропионир                                  | [ 17 ]        |
|                    |                                                   |                                                |               |
| 3. мај             | Гордон Рафаел + The Half Full Flashes                                  | Дорћол плац                                    | [ 18 ]        |
| 12. мај            | Сједињене Америчке Државе                         | Дом омладине Београда                          | [ 19 ]        |
| 13. мај            | Уједињено Краљевство                              | Дорћол плац                                    | [ 20 ]        |
| 15. мај            | Фран Переа                                        | Дом омладине Београда                          | [ 21 ]        |
| 17. мај            | Украјина                                          | Божидарац                                      | [ 22 ]        |
| 18. мај            | Сједињене Америчке Државе                         | Културни центар Град                           | [ 23 ]        |
| 22. мај            | Шон Пол                                           | Хала спортова Нови Београд                     | [ 24 ]        |
| 23. мај            | Сједињене Америчке Државе                         | Електропионир                                  | [ 25 ]        |
| 26. мај            | Џејмс Лег                                         | Културни центар Град                           | [ 26 ]        |
| 28. мај            | Сједињене Америчке Државе                         | Студентски културни центар Београд (башта)     | [ 27 ]        |
|                    |                                                   |                                                |               |
| 6. јун             | Француска                                         | Дорћол плац                                    | [ 28 ]        |
| 10. јун            | Њемачка                                           | Београдска арена                               | [ 29 ]        |
| 10. јун            | Русија                                            | Дом омладине Београда                          | [ 30 ]        |
| 14. јун            | Делејни Дејвидсон (у оквиру Бугалу фестивала)     | Културни центар Град                           | [ 31 ]        |
| 15. јун            | (у оквиру Бугалу фестивала)                       | Културни центар Град                           | [ 31 ]        |
| 16. јун            | (у оквиру Бугалу фестивала)                       | Електропионир                                  | [ 31 ]        |
| 18. јун            | Сједињене Америчке Државе                         | Студентски културни центар Београд (башта)     | [ 32 ]        |
| 24. јун            | Шведска                                           | Битеф арт кафе (Калемегдан)                    | [ 33 ]        |
| 25. јун            | Сједињене Америчке Државе                         | СРЦ 11. април (базени)                         | [ 34 ]        |
|                    |                                                   |                                                |               |
| 1. јул             | Енџи Стоун                                        | Калемегдан (тениски терени)                    | [ 35 ]        |
| 4. јул             | Сједињене Америчке Државе                         | СРЦ 11. април (базени)                         | [ 36 ]        |
| 26. јул            | Сједињене Америчке Државе                         | Битеф арт кафе (Калемегдан)                    | [ 37 ]        |
|                    |                                                   |                                                |               |
| 15. август         | Рошин Марфи (у оквиру Београдског фестивала пива) | Ушће                                           | [ 38 ]        |
| 16. август         | (у оквиру Београдског фестивала пива)             | Ушће                                           | [ 39 ]        |
| 27. август         | Џеси Вер                                          | Калемегдан (ров код Војног музеја)             | [ 40 ]        |
| 29. август         | Канада                                            | Барутана                                       | [ 41 ]        |
|                    |                                                   |                                                |               |
| 1. септембар       | Сједињене Америчке Државе                         | Атом Академија                                 | [ 42 ]        |
| 6. септембар       | Уједињено Краљевство                              | Културни центар Град                           | [ 43 ]        |
| 7. септембар       | Брајан Фери                                       | Београдска арена                               | [ 44 ]        |
| 10. септембар      | Норвешка · Исланд                                 | Дом омладине Београда                          | [ 45 ]        |
| 13. септембар      | (са Македонском филхармонијом)                    | Калемегдан (Доњи град)                         | [ 46 ]        |
| 14. септембар      | Канада                                            | Електропионир                                  | [ 47 ]        |
| 29. септембар      | Уједињено Краљевство                              | Хала спортова Нови Београд                     | [ 48 ]        |
|                    |                                                   |                                                |               |
| 2, 3. и 5. октобар | Марио Бјонди                                      | Битеф арт кафе                                 | [ 49 ] [ 50 ] |
| 8. октобар         | Уједињено Краљевство                              | Дом омладине Београда                          | [ 51 ]        |
| 10. октобар        | Најџел Кенеди (у оквиру Бемуса)                   | Сава центар                                    | [ 52 ]        |
| 14. октобар        | Уједињено Краљевство                              | Сава центар                                    | [ 53 ]        |
| 17. октобар        | Сједињене Америчке Државе                         | Дом омладине Београда                          | [ 54 ]        |
| 24. октобар        | Гвин Ештон                                        | Дорћол плац                                    | [ 55 ]        |
| 25. октобар        | Сједињене Америчке Државе                         | Дорћол плац                                    | [ 56 ]        |
| 25. октобар        | Нови Зеланд                                       | Културни центар Град                           | [ 57 ]        |
| 28. октобар        | Џејсон Деруло                                     | Београдска арена                               | [ 58 ]        |
|                    |                                                   |                                                |               |
| 3. новембар        | Уједињено Краљевство                              | Електропионир                                  | [ 59 ]        |
| 4. новембар        | Сједињене Америчке Државе                         | Битеф арт кафе                                 | [ 49 ]        |
| 9. новембар        | Питер Марфи                                       | Хангар Луке Београд                            | [ 60 ]        |
| 13. новембар       | Уједињено Краљевство                              | Хала спортова Нови Београд                     | [ 61 ]        |
| 13. новембар       | Сједињене Америчке Државе                         | Културни центар Град                           | [ 62 ]        |
| 15. новембар       | Грчка                                             | Електропионир                                  | [ 63 ]        |
| 16. новембар       | Канада                                            | Дорћол плац                                    | [ 64 ]        |
| 17. новембар       | Холандија                                         | Студентски културни центар Београд             | [ 65 ]        |
| 28. новембар       | Уједињено Краљевство · Исланд                     | Дом омладине Београда                          | [ 66 ]        |
| 28. новембар       | Кезаја Џоунс                                      | Битеф арт кафе                                 | [ 49 ]        |
| 29. новембар       | Лус Касал                                         | Сава центар                                    | [ 67 ]        |
| 30. новембар       | Уједињено Краљевство · Италија                    | Дорћол плац                                    | [ 68 ]        |
|                    |                                                   |                                                |               |
| 2. децембар        | Бет Харт                                          | Хала спортова Нови Београд                     | [ 69 ]        |
| 2. децембар        | Француска                                         | Сава центар                                    | [ 70 ]        |
| 3. децембар        | Уједињено Краљевство                              | Дом омладине Београда                          | [ 71 ]        |
| 7. децембар        | Шведска                                           | Хала спортова Нови Београд                     | [ 72 ]        |
| 9. децембар        | Француска                                         | Хангар Луке Београд                            | [ 73 ]        |
| 12. децембар       | Сједињене Америчке Државе                         | Сава центар                                    | [ 74 ]        |
| 29. децембар       | Турска                                            | Електропионир                                  | [ 75 ]        |
| 30. децембар       | Уједињено Краљевство · Уједињено Краљевство       | испред Дома Народне скупштине Републике Србије | [ 76 ]        |